# Saut carpé

Saut carpé

Un saut carpé est un type de saut qui recouvre plusieurs acceptions.
Comme figure acrobatique, il consiste à passer rapidement au niveau corporel d'un état horizontal à un état vertical,. Il peut s'effectuer en s'appuyant du sol avec les mains pour se relever plus vite. 
En gymnastique, c'est un saut avec flexion du tronc afin de toucher les pointes des pieds avec le bout des doigts, et redressement du tronc avant la chute.
En plongeon, le corps est plié aux hanches avec les jambes droites et allongées sans flexion des genoux lors du saut, les pieds serrés et les orteils en extension,.

## Accident
Grand Corps Malade a eu une blessure sportive en réalisant un plongeon carpé dans une piscine insuffisamment remplie.